# Cala Millor
Le Cala Millor (autrefois Cala Milló) est un brick-goélette espagnol servant à la croisière, essentiellement en mer Méditerranée. Il peut embarquer 20 personnes.

## Histoire
Il est construit comme pailebot (goélette typique d'Espagne) en 1946 sur le chantier naval Astilleros Naviera Mallorquina à Palma de Majorque, aux îles Baléares. Il est lancé sous le nom de Cala Milló et fait du cabotage d'agrumes  entre les Baléares, la côte est espagnole et Marseille.

En 1965 il est vendu à une compagnie maritime d'Ibiza et prend le nom d’Antonio Matutes. Il sert au transport des matériaux de construction pour le développement de l'île. Dès 1970 les derniers pailebots sont désarmés.
En 1973, il est racheté par l'armateur Van Rijmenant. Il subit une restauration, notamment des aménagements intérieurs (cabines, carré et cuisine). Il devient un voilier de croisière sous le nom d’Outlaw. En 1977 il est cédé à une association allemande de réinsertion, Jugendschiff Corsar de Cuxhaven, et est transformé en brick-goélette. En 1989, il est cédé à une autre association, Drogenhilfe Bremen de Brême, et prend le nom de Jola. En mauvais état, il reste à quai et sert d'auberge flottante sur la Weser.
En 1996 il est racheté par la compagnie espagnole Circum Navigaciones et reprend son nom d'origine. Après une nouvelle restauration complète, il navigue de nouveau en Méditerranée dès 2004 et prend le nom de Cala Millor en 2007. 
Il participe aux Tall Ships' Races  et fut présent au départ de la Mediterranean Tall Ships Regatta 2007 et à l'escale de Toulon Voiles de Légende 2007. Il participa à Brest 2008.